# Mistrzostwa Azji w Piłce Siatkowej Kobiet 2013
Mistrzostwa Azji w piłce siatkowej kobiet 2013 – rozgrywane są w Tajlandii w dniach 13 -21 września 2013. Zespoły rywalizują w Nakhon Ratchasima. O tytuł mistrzowski rywalizuje 16 czołowych krajowych reprezentacji. 

## Rozgrywki grupowe
| Grupa A                                         | Grupa B                           | Grupa C                                    | Grupa D                                                   |
| ----------------------------------------------- | --------------------------------- | ------------------------------------------ | --------------------------------------------------------- |
| Tajlandia · Kazachstan · Australia · Mongolia · | Chiny · Iran · Indie · Filipiny · | Japonia · Wietnam · Indonezja · Hongkong · | Korea Południowa · Chińskie Tajpej · Sri Lanka · Mjanma · |

### Pierwsza faza grupowa

#### Grupa A
Tabela
| Lp. | Drużyna    | Pkt | Mecze | Mecze | Mecze | Sety | Sety | Sety  | Małe punkty | Małe punkty | Małe punkty |
| Lp. | Drużyna    | Pkt | M     | W     | P     | wyg. | prz. | ratio | zdob.       | str.        | ratio       |
| --- | ---------- | --- | ----- | ----- | ----- | ---- | ---- | ----- | ----------- | ----------- | ----------- |
| 1   | Kazachstan | 9   | 3     | 3 (0) | 0 (0) | 9    | 2    | 4.500 | 268         | 215         | 1.247       |
| 2   | Tajlandia  | 6   | 3     | 2 (0) | 1 (0) | 7    | 3    | 2.333 | 243         | 167         | 1.455       |
| 3   | Australia  | 3   | 3     | 1 (0) | 2 (0) | 4    | 6    | 0.667 | 197         | 235         | 0.838       |
| 4   | Mongolia   | 0   | 3     | 0 (0) | 3 (0) | 0    | 9    | 0.000 | 134         | 225         | 0.596       |

Źródło: asianvolleyball.org
Punktacja: 3:0 i 3:1 – 3 pkt; 3:2 – 2 pkt; 2:3 – 1 pkt; 1:3 i 0:3 – 0 pkt
Zasady ustalania kolejności: 1. liczba punktów; 2. liczba zwycięstw; 3. stosunek setów; 4. stosunek małych punktów; 5. bilans w bezpośrednich meczach
     walka o miejsca 1-8
     walka o miejsca 9-16
Wyniki
| Data  | Godz. | Drużyna 1  | Wynik | Drużyna 2  | 1     | 2     | 3     | 4     | 5 | Widzów | * |
| ----- | ----- | ---------- | ----- | ---------- | ----- | ----- | ----- | ----- | - | ------ | - |
| 13.09 | 11:00 | Australia  | 3:0   | Mongolia   | 25:20 | 25:23 | 25:18 |       |   | 500    | 1 |
| 13.09 | 14:00 | Tajlandia  | 1:3   | Kazachstan | 24:26 | 24:26 | 25:17 | 20:25 |   | 4 500  | 2 |
| 14.09 | 11:00 | Kazachstan | 3:0   | Mongolia   | 25:22 | 25:16 | 25:9  |       |   | 2 100  | 3 |
| 14.09 | 14:00 | Tajlandia  | 3:0   | Australia  | 25:16 | 25:17 | 25:14 |       |   | 7 200  | 4 |
| 15.09 | 14:00 | Australia  | 1:3   | Kazachstan | 16:25 | 15:25 | 26:24 | 18:25 |   | 600    | 5 |
| 15.09 | 16:00 | Mongolia   | 0:3   | Tajlandia  | 12:25 | 9:25  | 5:25  |       |   | 7 500  | 6 |

#### Grupa B
Tabela
| Lp. | Drużyna  | Pkt | Mecze | Mecze | Mecze | Sety | Sety | Sety  | Małe punkty | Małe punkty | Małe punkty |
| Lp. | Drużyna  | Pkt | M     | W     | P     | wyg. | prz. | ratio | zdob.       | str.        | ratio       |
| --- | -------- | --- | ----- | ----- | ----- | ---- | ---- | ----- | ----------- | ----------- | ----------- |
| 1   | Chiny    | 9   | 3     | 3 (0) | 0 (0) | 9    | 0    | MAX   | 225         | 109         | 2.064       |
| 2   | Iran     | 6   | 3     | 2 (0) | 1 (0) | 6    | 5    | 1.200 | 235         | 218         | 1.078       |
| 3   | Indie    | 3   | 3     | 1 (0) | 2 (0) | 4    | 6    | 0.667 | 179         | 230         | 0.778       |
| 4   | Filipiny | 0   | 3     | 0 (0) | 3 (0) | 1    | 9    | 0.111 | 163         | 245         | 0.665       |

Źródło: asianvolleyball.org
Punktacja: 3:0 i 3:1 – 3 pkt; 3:2 – 2 pkt; 2:3 – 1 pkt; 1:3 i 0:3 – 0 pkt
Zasady ustalania kolejności: 1. liczba punktów; 2. liczba zwycięstw; 3. stosunek setów; 4. stosunek małych punktów; 5. bilans w bezpośrednich meczach
     walka o miejsca 1-8
     walka o miejsca 9-16
Wyniki
| Data  | Godz. | Drużyna 1 | Wynik | Drużyna 2 | 1     | 2     | 3     | 4     | 5 | Widzów | * |
| ----- | ----- | --------- | ----- | --------- | ----- | ----- | ----- | ----- | - | ------ | - |
| 13.09 | 11:00 | Filipiny  | 0:3   | Indie     | 22:25 | 24:26 | 12:25 |       |   | 300    | 1 |
| 13.09 | 19:00 | Iran      | 0:3   | Chiny     | 11:25 | 16:25 | 17:25 |       |   | 500    | 2 |
| 14.09 | 16:00 | Iran      | 3:1   | Filipiny  | 19:25 | 25:20 | 25:18 | 25:15 |   |        |   |
| 14.09 | 19:00 | Chiny     | 3:0   | Indie     | 25:12 | 25:15 | 25:11 |       |   |        |   |
| 15.09 | 16:00 | Indie     | 1:3   | Iran      | 13:25 | 25:22 | 9:25  | 18:25 |   | 300    | 5 |
| 15.09 | 18:00 | Filipiny  | 0:3   | Chiny     | 9:25  | 10:25 | 8:25  |       |   | 700    | 6 |

#### Grupa C
Tabela
| Lp. | Drużyna   | Pkt | Mecze | Mecze | Mecze | Sety | Sety | Sety  | Małe punkty | Małe punkty | Małe punkty |
| Lp. | Drużyna   | Pkt | M     | W     | P     | wyg. | prz. | ratio | zdob.       | str.        | ratio       |
| --- | --------- | --- | ----- | ----- | ----- | ---- | ---- | ----- | ----------- | ----------- | ----------- |
| 1   | Japonia   | 9   | 3     | 3 (0) | 0 (0) | 9    | 0    | MAX   | 225         | 89          | 2.528       |
| 2   | Wietnam   | 6   | 3     | 2 (0) | 1 (0) | 6    | 4    | 1.500 | 206         | 197         | 1.046       |
| 3   | Indonezja | 3   | 3     | 1 (0) | 2 (0) | 4    | 6    | 0.667 | 172         | 236         | 0.729       |
| 4   | Hongkong  | 0   | 3     | 0 (0) | 3 (0) | 0    | 9    | 0.000 | 144         | 245         | 0.588       |

Źródło: asianvolleyball.org
Punktacja: 3:0 i 3:1 – 3 pkt; 3:2 – 2 pkt; 2:3 – 1 pkt; 1:3 i 0:3 – 0 pkt
Zasady ustalania kolejności: 1. liczba punktów; 2. liczba zwycięstw; 3. stosunek setów; 4. stosunek małych punktów; 5. bilans w bezpośrednich meczach
     walka o miejsca 1-8
     walka o miejsca 9-16
Wyniki
| Data  | Godz. | Drużyna 1 | Wynik | Drużyna 2 | 1     | 2     | 3     | 4     | 5 | Widzów | * |
| ----- | ----- | --------- | ----- | --------- | ----- | ----- | ----- | ----- | - | ------ | - |
| 13.09 | 16:30 | Japonia   | 3:0   | Wietnam   | 25:6  | 25:13 | 25:16 |       |   | 1 500  | 1 |
| 13.09 | 18:00 | Indie     | 3:0   | Hongkong  | 25:21 | 25:21 | 25:23 |       |   | 400    | 2 |
| 14.09 | 16:30 | Indie     | 0:3   | Japonia   | 6:25  | 11:25 | 9:25  |       |   |        |   |
| 14.09 | 18:00 | Hongkong  | 0:3   | Wietnam   | 16:25 | 18:25 | 17:25 |       |   |        |   |
| 15.09 | 13:30 | Japonia   | 3:0   | Hongkong  | 25:10 | 25:7  | 25:11 |       |   | 3 200  | 5 |
| 15.09 | 18:00 | Wietnam   | 3:1   | Indie     | 25:19 | 21:25 | 25:10 | 25:17 |   | 400    | 6 |

#### Grupa D
Tabela
| Lp. | Drużyna          | Pkt | Mecze | Mecze | Mecze | Sety | Sety | Sety  | Małe punkty | Małe punkty | Małe punkty |
| Lp. | Drużyna          | Pkt | M     | W     | P     | wyg. | prz. | ratio | zdob.       | str.        | ratio       |
| --- | ---------------- | --- | ----- | ----- | ----- | ---- | ---- | ----- | ----------- | ----------- | ----------- |
| 1   | Korea Południowa | 9   | 3     | 3 (0) | 0 (0) | 9    | 0    | MAX   | 225         | 93          | 2.419       |
| 2   | Chińskie Tajpej  | 6   | 2     | 2 (0) | 0 (0) | 6    | 3    | 2.000 | 137         | 288         | 0.476       |
| 3   | Sri Lanka        | 3   | 3     | 1 (0) | 2 (0) | 3    | 6    | 0.500 | 122         | 211         | 0.578       |
| 4   | Mjanma           | 0   | 3     | 0 (0) | 3 (0) | 0    | 9    | 0.000 | 128         | 226         | 0.566       |

Źródło: asianvolleyball.org
Punktacja: 3:0 i 3:1 – 3 pkt; 3:2 – 2 pkt; 2:3 – 1 pkt; 1:3 i 0:3 – 0 pkt
Zasady ustalania kolejności: 1. liczba punktów; 2. liczba zwycięstw; 3. stosunek setów; 4. stosunek małych punktów; 5. bilans w bezpośrednich meczach
     walka o miejsca 1-8
     walka o miejsca 9-16
Wyniki
| Data  | Godz. | Drużyna 1        | Wynik | Drużyna 2        | 1     | 2     | 3     | 4 | 5 | Widzów | * |
| ----- | ----- | ---------------- | ----- | ---------------- | ----- | ----- | ----- | - | - | ------ | - |
| 13.09 | 14:00 | Korea Południowa | 3:0   | Mjanma           | 25:7  | 25:11 | 25:12 |   |   | 350    | 1 |
| 13.09 | 16:00 | Sri Lanka        | 0:3   | Tajwan           | 6:25  | 6:25  | 13:25 |   |   | 350    | 2 |
| 14.09 | 11:00 | Mjanma           | 0:3   | Tajwan           | 10:25 | 10:25 | 17:25 |   |   | 150    | 3 |
| 14.09 | 16:00 | Korea Południowa | 3:0   | Sri Lanka        | 25:8  | 25:6  | 25:7  |   |   | 800    | 4 |
| 15.09 | 11:00 | Sri Lanka        | 3:0   | Mjanma           | 26:24 | 25:17 | 25:20 |   |   | 200    | 5 |
| 15.09 | 16:00 | Tajwan           | 0:3   | Korea Południowa | 14:25 | 15:25 | 13:25 |   |   | 1 300  | 6 |

### Druga faza grupowa

#### Grupa E
Tabela
| Lp. | Drużyna    | Pkt | Mecze | Mecze | Mecze | Sety | Sety | Sety  | Małe punkty | Małe punkty | Małe punkty |
| Lp. | Drużyna    | Pkt | M     | W     | P     | wyg. | prz. | ratio | zdob.       | str.        | ratio       |
| --- | ---------- | --- | ----- | ----- | ----- | ---- | ---- | ----- | ----------- | ----------- | ----------- |
| 1   | Japonia    | 6   | 3     | 2 (0) | 1 (0) | 7    | 4    | 1.750 | 265         | 206         | 1.286       |
| 2   | Tajlandia  | 6   | 3     | 2 (0) | 1 (0) | 7    | 4    | 1.750 | 271         | 226         | 1.199       |
| 3   | Kazachstan | 6   | 3     | 2 (0) | 1 (0) | 7    | 4    | 1.750 | 237         | 258         | 0.919       |
| 4   | Wietnam    | 0   | 3     | 0 (0) | 3 (0) | 0    | 9    | 0.000 | 142         | 225         | 0.631       |

Źródło: asianvolleyball.org
Punktacja: 3:0 i 3:1 – 3 pkt; 3:2 – 2 pkt; 2:3 – 1 pkt; 1:3 i 0:3 – 0 pkt
Zasady ustalania kolejności: 1. liczba punktów; 2. liczba zwycięstw; 3. stosunek setów; 4. stosunek małych punktów; 5. bilans w bezpośrednich meczach
     awans do ćwierćfinału
Wyniki
| Data  | Godz. | Drużyna 1  | Wynik | Drużyna 2 | 1     | 2     | 3     | 4     | 5 | Widzów | * |
| ----- | ----- | ---------- | ----- | --------- | ----- | ----- | ----- | ----- | - | ------ | - |
| 16.09 | 14:00 | Japonia    | 1:3   | Tajlandia | 15:25 | 23:25 | 25:23 | 28:30 |   | 7 000  | 1 |
| 16.09 | 19:00 | Kazachstan | 3:0   | Wietnam   | 25:21 | 25:23 | 25:22 |       |   | 1 000  | 2 |
| 17.09 | 14:00 | Tajlandia  | 3:0   | Wietnam   | 25:11 | 25:15 | 25:15 |       |   | 6 800  | 3 |
| 17.09 | 16:30 | Kazachstan | 1:3   | Japonia   | 15:25 | 15:25 | 26:24 | 12:25 |   | 4 200  | 4 |

#### Grupa F
Tabela
| Lp. | Drużyna          | Pkt | Mecze | Mecze | Mecze | Sety | Sety | Sety  | Małe punkty | Małe punkty | Małe punkty |
| Lp. | Drużyna          | Pkt | M     | W     | P     | wyg. | prz. | ratio | zdob.       | str.        | ratio       |
| --- | ---------------- | --- | ----- | ----- | ----- | ---- | ---- | ----- | ----------- | ----------- | ----------- |
| 1   | Chiny            | 9   | 3     | 3 (0) | 0 (0) | 9    | 0    | MAX   | 225         | 133         | 1.692       |
| 2   | Korea Południowa | 6   | 3     | 2 (0) | 1 (0) | 6    | 3    | 2.000 | 203         | 159         | 1.277       |
| 3   | Chińskie Tajpej  | 3   | 3     | 1 (0) | 2 (0) | 3    | 6    | 0.500 | 153         | 197         | 0.777       |
| 4   | Iran             | 0   | 3     | 0 (0) | 3 (0) | 0    | 9    | 0.000 | 133         | 225         | 0.591       |

Źródło: asianvolleyball.org
Punktacja: 3:0 i 3:1 – 3 pkt; 3:2 – 2 pkt; 2:3 – 1 pkt; 1:3 i 0:3 – 0 pkt
Zasady ustalania kolejności: 1. liczba punktów; 2. liczba zwycięstw; 3. stosunek setów; 4. stosunek małych punktów; 5. bilans w bezpośrednich meczach
     awans do ćwierćfinału
Wyniki
| Data  | Godz. | Drużyna 1        | Wynik | Drużyna 2        | 1     | 2     | 3     | 4 | 5 | Widzów | * |
| ----- | ----- | ---------------- | ----- | ---------------- | ----- | ----- | ----- | - | - | ------ | - |
| 16.09 | 11:00 | Korea Południowa | 3:0   | Iran             | 25:14 | 25:10 | 25:18 |   |   | 1 000  | 1 |
| 16.09 | 16:30 | Chiny            | 3:0   | Tajwan           | 25:11 | 25:14 | 25:11 |   |   | 1 400  | 2 |
| 17.09 | 11:00 | Iran             | 0:3   | Tajwan           | 18:25 | 15:25 | 14:25 |   |   | 1 800  | 3 |
| 17.09 | 19:00 | Chiny            | 3:0   | Korea Południowa | 25:22 | 25:14 | 25:17 |   |   | 2 000  | 4 |

#### Grupa G
Tabela
| Lp. | Drużyna   | Pkt | Mecze | Mecze | Mecze | Sety | Sety | Sety  | Małe punkty | Małe punkty | Małe punkty |
| Lp. | Drużyna   | Pkt | M     | W     | P     | wyg. | prz. | ratio | zdob.       | str.        | ratio       |
| --- | --------- | --- | ----- | ----- | ----- | ---- | ---- | ----- | ----------- | ----------- | ----------- |
| 1   | Australia | 8   | 3     | 3 (1) | 0 (0) | 9    | 3    | 3.000 | 289         | 236         | 1.225       |
| 2   | Indonezja | 6   | 3     | 2 (0) | 1 (0) | 7    | 4    | 1.750 | 253         | 252         | 1.004       |
| 3   | Mongolia  | 3   | 3     | 1 (0) | 2 (0) | 4    | 7    | 0.571 | 243         | 248         | 0.980       |
| 4   | Hongkong  | 1   | 3     | 0 (0) | 3 (1) | 3    | 9    | 0.333 | 235         | 284         | 0.827       |

Źródło: asianvolleyball.org
Punktacja: 3:0 i 3:1 – 3 pkt; 3:2 – 2 pkt; 2:3 – 1 pkt; 1:3 i 0:3 – 0 pkt
Zasady ustalania kolejności: 1. liczba punktów; 2. liczba zwycięstw; 3. stosunek setów; 4. stosunek małych punktów; 5. bilans w bezpośrednich meczach
     walka o miejsca 9-12
     walka o miejsca 13-16
Wyniki
| Data  | Godz. | Drużyna 1 | Wynik | Drużyna 2 | 1     | 2     | 3     | 4     | 5    | Widzów | * |
| ----- | ----- | --------- | ----- | --------- | ----- | ----- | ----- | ----- | ---- | ------ | - |
| 16.09 | 11:00 | Australia | 3:2   | Hongkong  | 25:25 | 25:9  | 24:26 | 25:21 | 15:9 | 150    | 1 |
| 16.09 | 14:00 | Indie     | 3:1   | Mongolia  | 25:18 | 18:25 | 25:18 | 25:23 |      | 200    | 2 |
| 17.09 | 11:00 | Mongolia  | 3:1   | Hongkong  | 25:16 | 23:25 | 25:22 | 25:17 |      | 200    | 3 |
| 17.09 | 14:00 | Australia | 3:1   | Indie     | 23:25 | 30:28 | 25:14 | 25:18 |      | 150    | 4 |

#### Grupa H
Tabela
| Lp. | Drużyna   | Pkt | Mecze | Mecze | Mecze | Sety | Sety | Sety  | Małe punkty | Małe punkty | Małe punkty |
| Lp. | Drużyna   | Pkt | M     | W     | P     | wyg. | prz. | ratio | zdob.       | str.        | ratio       |
| --- | --------- | --- | ----- | ----- | ----- | ---- | ---- | ----- | ----------- | ----------- | ----------- |
| 1   | Indie     | 7   | 3     | 2 (0) | 1 (1) | 8    | 3    | 2.667 | 258         | 211         | 1.223       |
| 2   | Filipiny  | 5   | 3     | 2 (1) | 1 (0) | 6    | 5    | 1.200 | 236         | 236         | 1.000       |
| 3   | Sri Lanka | 4   | 3     | 1 (0) | 2 (1) | 5    | 6    | 0.833 | 225         | 239         | 0.941       |
| 4   | Mjanma    | 2   | 3     | 1 (1) | 2 (0) | 3    | 8    | 0.375 | 225         | 258         | 0.872       |

Źródło: asianvolleyball.org
Punktacja: 3:0 i 3:1 – 3 pkt; 3:2 – 2 pkt; 2:3 – 1 pkt; 1:3 i 0:3 – 0 pkt
Zasady ustalania kolejności: 1. liczba punktów; 2. liczba zwycięstw; 3. stosunek setów; 4. stosunek małych punktów; 5. bilans w bezpośrednich meczach
     walka o miejsca 9-12
     walka o miejsca 13-16
Wyniki
| Data  | Godz. | Drużyna 1 | Wynik | Drużyna 2 | 1     | 2     | 3     | 4     | 5     | Widzów | * |
| ----- | ----- | --------- | ----- | --------- | ----- | ----- | ----- | ----- | ----- | ------ | - |
| 16.09 | 16:00 | Indie     | 2:3   | Mjanma    | 25:23 | 25:22 | 22:25 | 25:19 | 12:15 | 150    | 1 |
| 16.09 | 18:00 | Sri Lanka | 2:3   | Filipiny  | 25:19 | 18:25 | 25:19 | 23:25 | 11:15 | 500    | 2 |
| 17.09 | 16:00 | Filipiny  | 3:0   | Mjanma    | 25:18 | 25:22 | 25:18 |       |       | 200    | 3 |
| 17.09 | 18:00 | Indie     | 3:0   | Sri Lanka | 25:13 | 25:15 | 25:19 |       |       | 200    | 4 |

## Runda pucharowa

### Mecze o miejsca 13-16
| Data  | Godz. | Drużyna 1 | Wynik | Drużyna 2 | 1     | 2     | 3     | 4 | 5 | Widzów | * |
| ----- | ----- | --------- | ----- | --------- | ----- | ----- | ----- | - | - | ------ | - |
| 19.09 | 11:00 | Mongolia  | 3:0   | Mjanma    | 25:15 | 25:19 | 25:18 |   |   |        |   |
| 19.09 | 14:00 | Sri Lanka | 0:3   | Hongkong  | 18:25 | 17:25 | 18:25 |   |   |        |   |

### Mecze o miejsca 9-12
| Data  | Godz. | Drużyna 1 | Wynik | Drużyna 2 | 1     | 2     | 3     | 4     | 5 | Widzów | * |
| ----- | ----- | --------- | ----- | --------- | ----- | ----- | ----- | ----- | - | ------ | - |
| 19.09 | 16:00 | Australia | 3:0   | Filipiny  | 25:22 | 25:15 | 25:23 |       |   |        |   |
| 19.09 | 18:00 | Indie     | 1:3   | Indonezja | 30:32 | 25:23 | 17:25 | 21:25 |   |        |   |

### Mecz o 15. miejsce
| Data  | Godz. | Drużyna 1 | Wynik | Drużyna 2 | 1     | 2     | 3     | 4     | 5 | Widzów | * |
| ----- | ----- | --------- | ----- | --------- | ----- | ----- | ----- | ----- | - | ------ | - |
| 20.09 | 11:00 | Mjanma    | 1:3   | Sri Lanka | 26:24 | 24:26 | 23:25 | 16:25 |   |        |   |

### Mecz o 13. miejsce
| Data  | Godz. | Drużyna 1 | Wynik | Drużyna 2 | 1     | 2     | 3     | 4     | 5 | Widzów | * |
| ----- | ----- | --------- | ----- | --------- | ----- | ----- | ----- | ----- | - | ------ | - |
| 20.09 | 14:00 | Mongolia  | 1:3   | Hongkong  | 20:25 | 25:20 | 23:25 | 18:25 |   |        |   |

### Mecz o 11. miejsce
| Data  | Godz. | Drużyna 1 | Wynik | Drużyna 2 | 1     | 2     | 3     | 4 | 5 | Widzów | * |
| ----- | ----- | --------- | ----- | --------- | ----- | ----- | ----- | - | - | ------ | - |
| 20.09 | 16:00 | Filipiny  | 0:3   | Indie     | 19:25 | 22:25 | 16:25 |   |   |        |   |

### Mecz o 9. miejsce
| Data  | Godz. | Drużyna 1 | Wynik | Drużyna 2 | 1     | 2     | 3     | 4 | 5 | Widzów | * |
| ----- | ----- | --------- | ----- | --------- | ----- | ----- | ----- | - | - | ------ | - |
| 20.09 | 18:00 | Australia | 3:0   | Indonezja | 25:22 | 25:17 | 25:23 |   |   |        |   |

### Ćwierćfinały
| Data  | Godz. | Drużyna 1        | Wynik | Drużyna 2  | 1     | 2     | 3     | 4 | 5 | Widzów | * |
| ----- | ----- | ---------------- | ----- | ---------- | ----- | ----- | ----- | - | - | ------ | - |
| 19.09 | 11:00 | Japonia          | 3:0   | Iran       | 25:16 | 25:13 | 25:11 |   |   |        |   |
| 19.09 | 14:00 | Tajlandia        | 3:0   | Tajwan     | 25:13 | 25:14 | 25:23 |   |   |        |   |
| 19.09 | 16:30 | Korea Południowa | 3:0   | Kazachstan | 25:12 | 25:23 | 25:20 |   |   |        |   |
| 19.09 | 19:00 | Chiny            | 3:0   | Wietnam    | 25:15 | 25:20 | 25:13 |   |   |        |   |

### Mecze o miejsca 5-8
| Data  | Godz. | Drużyna 1  | Wynik | Drużyna 2 | 1     | 2     | 3     | 4     | 5     | Widzów | * |
| ----- | ----- | ---------- | ----- | --------- | ----- | ----- | ----- | ----- | ----- | ------ | - |
| 20.09 | 11:00 | Kazachstan | 3:1   | Iran      | 16:25 | 22:25 | 25:21 | 20:25 |       |        |   |
| 20.09 | 13:00 | Tajwan     | 2:3   | Wietnam   | 25:19 | 25:22 | 16:25 | 18:25 | 13:15 |        |   |

### Mecz o 7. miejsce
| Data  | Godz. | Drużyna 1 | Wynik | Drużyna 2 | 1    | 2     | 3     | 4 | 5 | Widzów | * |
| ----- | ----- | --------- | ----- | --------- | ---- | ----- | ----- | - | - | ------ | - |
| 21.09 | 20:00 | Iran      | 0:3   | Tajwan    | 9:25 | 16:25 | 17:25 |   |   |        |   |

### Mecz o 5. miejsce
| Data  | Godz. | Drużyna 1 | Wynik | Drużyna 2  | 1     | 2     | 3     | 4     | 5    | Widzów | * |
| ----- | ----- | --------- | ----- | ---------- | ----- | ----- | ----- | ----- | ---- | ------ | - |
| 21.09 | 20:00 | Wietnam   | 2:3   | Kazachstan | 25:18 | 25:18 | 28:30 | 21:25 | 6:15 |        |   |

### Półfinały
| Data  | Godz. | Drużyna 1        | Wynik | Drużyna 2 | 1     | 2     | 3     | 4     | 5     | Widzów | * |
| ----- | ----- | ---------------- | ----- | --------- | ----- | ----- | ----- | ----- | ----- | ------ | - |
| 20.09 | 16:00 | Tajlandia        | 3:2   | Chiny     | 19:25 | 25:19 | 25:22 | 21:25 | 16:14 |        |   |
| 20.09 | 18:30 | Korea Południowa | 1:3   | Japonia   | 22:25 | 25:19 | 19:25 | 20:25 |       |        |   |

### Mecz o 3. miejsce
| Data  | Godz. | Drużyna 1 | Wynik | Drużyna 2        | 1     | 2     | 3     | 4     | 5     | Widzów | * |
| ----- | ----- | --------- | ----- | ---------------- | ----- | ----- | ----- | ----- | ----- | ------ | - |
| 21.09 | 20:00 | Chiny     | 2:3   | Korea Południowa | 25:13 | 25:17 | 21:25 | 22:25 | 11:15 |        |   |

### Finał
| Data  | Godz. | Drużyna 1 | Wynik | Drużyna 2 | 1     | 2     | 3     | 4 | 5 | Widzów | * |
| ----- | ----- | --------- | ----- | --------- | ----- | ----- | ----- | - | - | ------ | - |
| 21.09 | 20:00 | Tajlandia | 3:0   | Japonia   | 25:22 | 25:18 | 25:17 |   |   |        |   |

## Klasyfikacja końcowa
| Miejsce | Reprezentacja    |
| ------- | ---------------- |
| złoto   | Tajlandia        |
| srebro  | Japonia          |
| brąz    | Korea Południowa |
| 4.      | Chiny            |
| 5.      | Kazachstan       |
| 6.      | Wietnam          |
| 7.      | Chińskie Tajpej  |
| 8.      | Iran             |
| 9.      | Australia        |
| 10.     | Indonezja        |
| 11.     | Indie            |
| 12.     | Filipiny         |
| 13.     | Hongkong         |
| 14.     | Mongolia         |
| 15.     | Sri Lanka        |
| 16.     | Mjanma           |

## Nagrody indywidualne
| MVP                | Najlepsza punktująca | Najlepsza atakująca | Najlepsza blokująca | Najlepsza zagrywająca | Najlepsza rozgrywająca | Najlepsza libero |
| ------------------ | -------------------- | ------------------- | ------------------- | --------------------- | ---------------------- | ---------------- |
| Wilavan Apinyapong | Kim Yeon-koung       | Zhu Ting            | Xu Yunli            | Kim Yeon-koung        | Nootsara Tomkom        | Kim Hae-ran      |